# Aristide Perré
Aristide Perré (1888-1958) est un illustrateur et auteur de bande dessinée. 

## Biographie
Notamment connu pour avoir repris de 1934 à 1938 la série Les Pieds nickelés après la mort de Louis Forton, il est l'auteur de nombreuses séries à l'« humour bon enfant », comme Poucette, série humoristique mettant en scène un jeune trottin (jeune femme qui travaillait comme commis dans la mode) qu'il a animée de 1933 à sa mort.

## Albums
- Poucette, Rouff, au moins 33 albums, 1933-1958.
- Les Nouvelles Aventures des Pieds nickelés, Société parisienne d'édition :

12. Les Pieds nickelés dans le maquis', 1935. 14 dernières planches d'une histoire débutée par Louis Forton.
13. Les Pieds nickelés ont la guigne !, 1935.
14. Les Pieds nickelés chez les gangsters, 1936.
15. Les Pieds nickelés s'évadent !, 1937.
16. Les Pieds nickels « rois » du caoutchouc, 1938.
17. Les Pieds nickelés sous les eaux, 1938.
18. Les Pieds nickelés radio-reporters, 1939.
- Zigoto, Rouff, au moins 18 albums, 1950-1957.
- La Famille Bigorno, Rouff, au moins 19 albums, 1953-1957.